# جونکی توزوکا
جونکی توزوکا (انگلیسی: Junki Tozuka؛ زادهٔ ۲۲ ژوئیهٔ ۱۹۹۲) بازیگر اهل ژاپن است.